# Russengraben (Potsdam-Mittelmark)
Der Russengraben ist ein künstlich angelegtes fließendes Gewässer im Landkreis Potsdam-Mittelmark. Er wurde 1917 zur Regulierung des Marzahner Fenns, eines eiszeitlichen Feuchtgebietes, von russischen Kriegsgefangenen angelegt. Außerdem entwässert er mehrere anthropogene Seen in den Beetzsee.

## Verlauf
Der knapp acht Kilometer lange Graben beginnt als Entwässerungsgraben im Norden des Marzahner Fenns, einem weichseleiszeitlichen, flachtaligen Gletscherzungenbecken und moorigen Feuchtgebiet. Das Fenn befindet sich im Norden des Landkreises Potsdam-Mittelmark, gehört anteilig zur Stadt Havelsee und zu den Gemeinden Beetzsee und Beetzseeheide, erstreckt sich von Nordost nach Südwest und besitzt keinen natürlichen Abfluss. Der Russengraben verläuft zunächst in südöstlicher Richtung bis zur Talsohle, wo er 90 Grad nach Südwesten umschwenkt und anschließend dem Verlauf des Tales folgt. In diesem nimmt er reichlich Wasser des Moores auf. Dieses Wasser wird über eine große Anzahl seitlicher Stichgräben zugeführt. Zentral befindet sich ein rechteckiger See, der sich in einem ehemaligen Torfstich bildete. Am Ende des Tals wurde der Russengraben unterirdisch verlegt. Er führt unter einer Hügelkette zwischen Schwarzen Berg und Eichberg hindurch. Dabei wird die Fließrichtung des Grabens wiederum geändert. Nach dem Wiederaustritt fließt das Wasser des Grabens in südöstliche Richtung.
Im weiteren Verlauf wird zunächst die Landesstraße 981 unterquert. Südlich dieser erreicht der Russengraben die Radeweger Erdelöcher, eine Vielzahl kleinerer Seen. Diese bildeten sich in ehemaligen Tongruben, nachdem diese erschöpft waren und aufgegeben wurden. In diesem Bereich wird auch das Wasser eines weiteren Entwässerungsgrabens, der Wasser von südlicher liegenden Feuchtgebieten und Tongrubenseen zuführt, aufgenommen. Unterhalb der Erdelöcher unterquert der Russengraben eine kommunale Straße, ehe er in den Beetzsee einmündet.
Insgesamt hat der Graben hat ein Einzugsgebiet von 18,66 Quadratkilometer. Im Verlauf des Grabens befinden sich vier Wehre, die den Wasserstand und Abfluss des Marzahner Fenns, in ihm befinden sich drei der vier Wehre, und der Radeweger Erdelöcher regulieren helfen und bedarfsweise ein Rückfließen von Wässern bei Hochwasser im Verlauf der Havel verhindern sollen. Das erste Wehr befindet sich im Norden, das zweite zentral vor dem Torfstichsee und das dritte im Süden des Marzahner Fenns. Ein viertes und letztes Wehr wurde zwischen der Mündung und den Erdelöchern unterhalb des Dammes der kommunalen Straße installiert.
Im Russengraben heimische Tiere sind beispielsweise Fischotter, Ringelnatter, verschiedene Frosch- und Schwanzlurche, kleinere und im Bereich der Radeweger Erdelöcher und im Mündungsgebiet auch größere Fische und Biber.

## Schutzgebiete
In seiner gesamten Länge liegt der Russengraben im Landschaftsschutzgebiet Westhavelland und Naturpark Westhavelland. Das Marzahner Fenn ist als Naturschutzgebiet und Geschützter Landschaftsbestandteil ausgewiesen. Ebenfalls als geschützter Landschaftsbestandteil sind die Radeweger Erdelöcher unter Schutz gestellt.

## Galerie

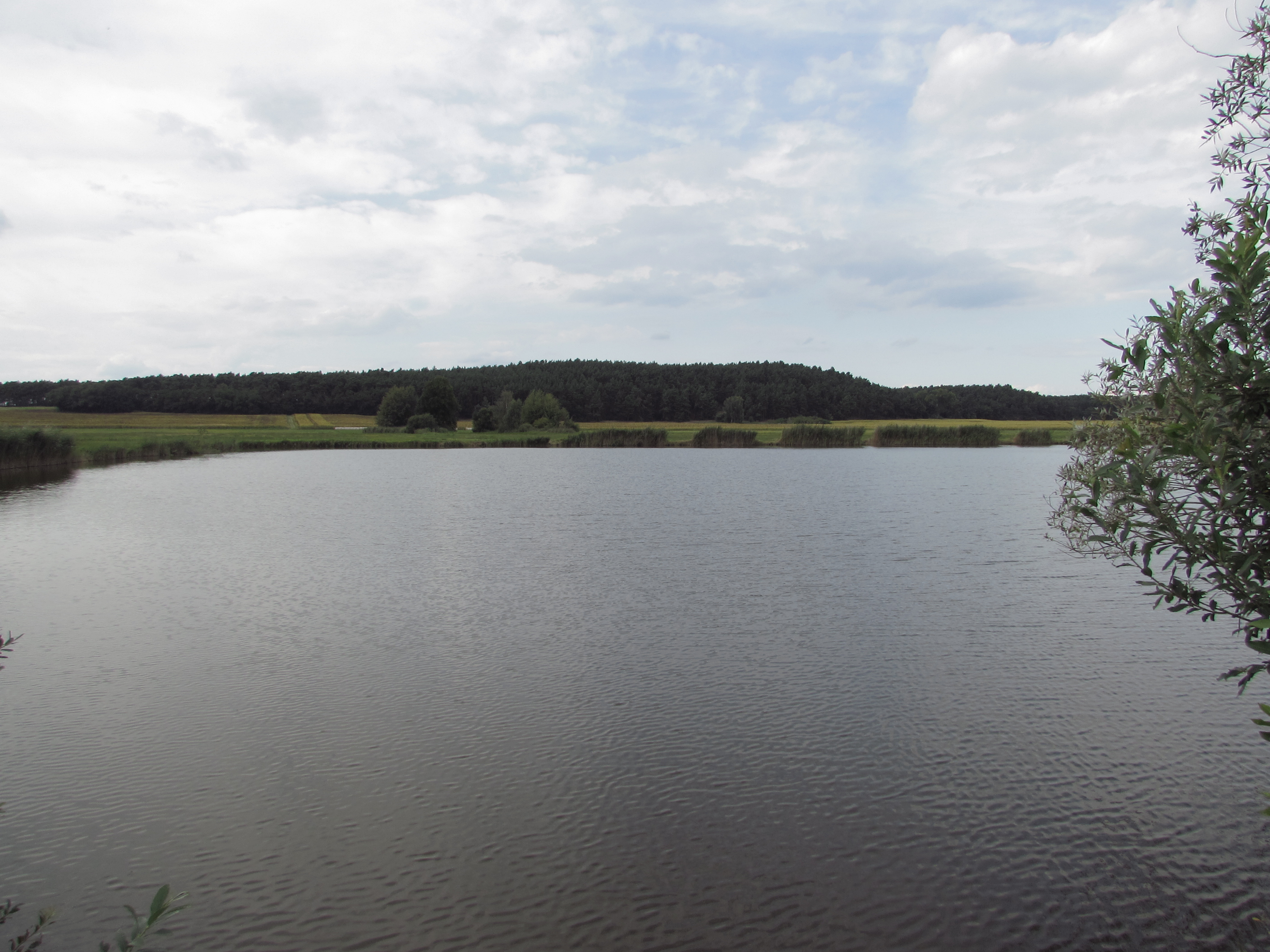
Der Torfstichsee im Marzahner Fenn
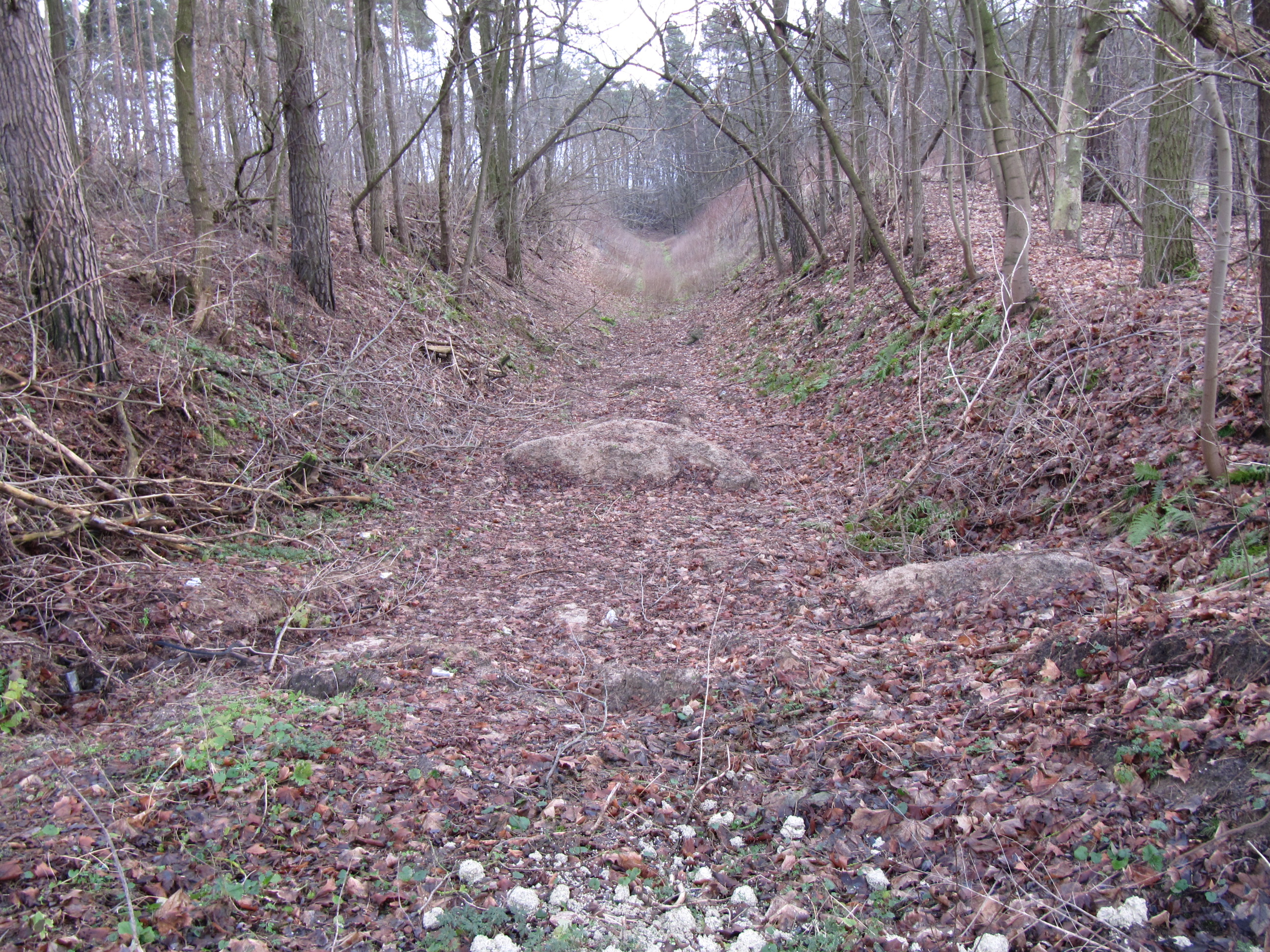
Trasse des unterirdischen Verlaufs
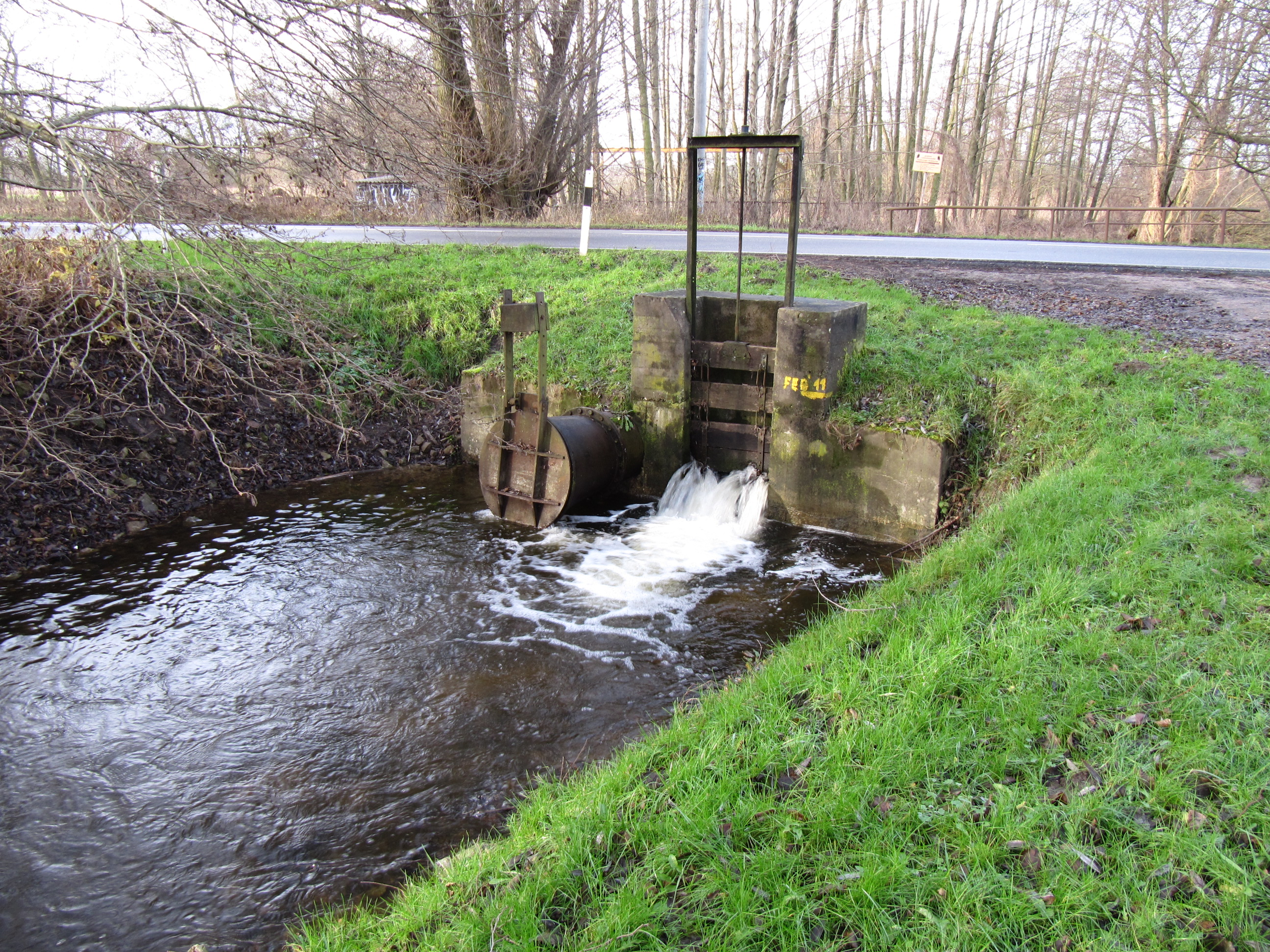
Wehr 4
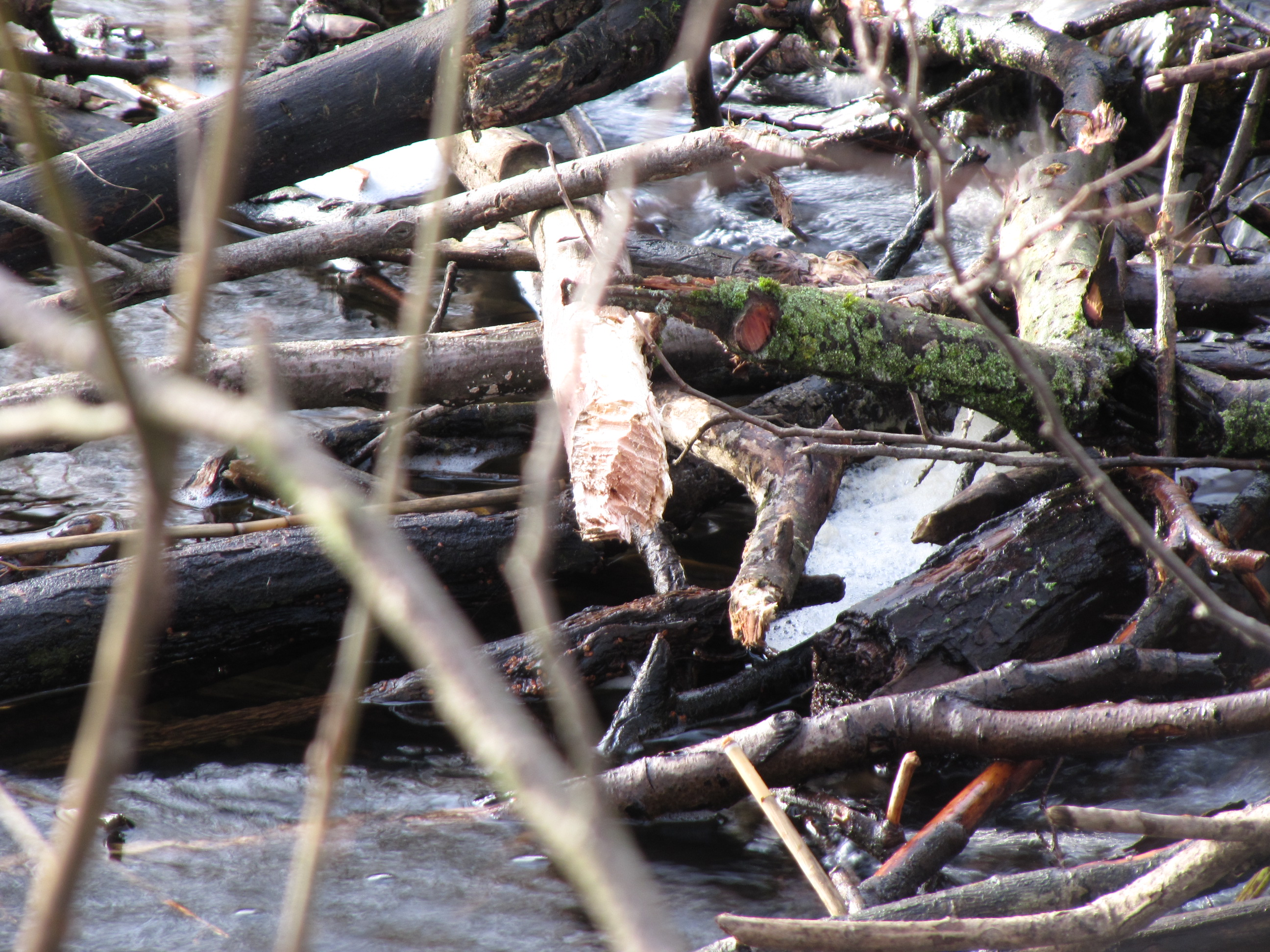
Bissspuren eines Bibers im Mündungsbereich